# Episodi di Sierra
La prima e unica stagione della serie televisiva Sierra è stata trasmessa in anteprima negli Stati Uniti d'America dalla NBC tra il 12 settembre e il 24 dicembre 1974.
| nº | Titolo originale         | Prima TV USA      |
| -- | ------------------------ | ----------------- |
| 1  | Cruncher                 | 12 settembre 1974 |
| 2  | The Poachers             | 19 settembre 1974 |
| 3  | Taking Cody Winslow      | 26 settembre 1974 |
| 4  | Tails, You Lose          | 3 ottobre 1974    |
| 5  | The Fawn                 | 10 ottobre 1974   |
| 6  | Holiday                  | 24 ottobre 1974   |
| 7  | The Trek                 | 31 ottobre 1974   |
| 8  | The Giant                | 7 novembre 1974   |
| 9  | Time Off                 | 14 novembre 1974  |
| 10 | The Urban Rangers        | 21 novembre 1974  |
| 11 | Episodio 01.11           | 28 novembre 1974  |
| 12 | Episodio 01.12           | 5 dicembre 1974   |
| 13 | Panic at Cathedral Creek | 12 dicembre 1974  |
| 14 | The Rangers              | 24 dicembre 1974  |

## Cruncher
- Prima trasmissione: 12 settembre 1974
- Regia: Bruce Bilson
- Sceneggiatura: Robert A. Cinader, Preston Wood

### Trama
Nella Sierra National Park il capo ranger Jack Moore supervisiona un gruppo eterogeneo di dipendenti. I loro incontri quotidiani con il pubblico spaziano tra quelli amichevoli a quelli con malintenzionati, e tutto va per il meglio sino a quando l'orso Cruncher inizia a creargli problemi.
- Interpreti: Joan Freeman (Wanda), Robert Hogan (Joe), Maggie Malooly (Bess), Dick Van Patten (Ed), Jess Walton (Gail)

## The Poachers
- Prima trasmissione: 19 settembre 1974
- Regia: Christian I. Nyby II
- Sceneggiatura: Robert A. Cinader, Preston Wood

### Trama
La squadra dei Ranger scoprono le prove di bracconaggio nei confini del parco. Mettono tutte le loro risorse nell'arresto dei criminali prima che i cervi vengano decimati.
- Interpreti: Jacques Aubuchon (Mikhail)

## Taking Cody Winslow
- Prima trasmissione: 26 settembre 1974
- Regia: Don Richardson
- Sceneggiatura: Robert A. Cinader, Claire Whitaker

### Trama
Ty Winslow viene ferito e suo figlio Cody ha bisogno che qualcuno lo sorvegli. Tim e Matt sono corrucciati quando ottengono l'incarico, ma il loro fastidio si trasforma in gratitudine quando il ragazzo viene in loro soccorso.
- Interpreti: Gary Crosby (Ty Winslow), Lee Montgomery (Cody Winslow), Joyce Bulifant (Shirley), Brooke Bundy (Pam Winslow), Steve Franken (Tommy)

## Tails, You Lose
- Prima trasmissione: 3 ottobre 1974
- Regia: Roger Duchowny
- Sceneggiatura: Robert A. Cinader, John Boccardo

### Trama
- Interpreti: Ron Burke (Robin), Sharon Gless (Mary Jordan), Kip Niven (Jess Jordan)

## The Fawn
- Prima trasmissione: 10 ottobre 1974
- Regia: Georg Fenady
- Sceneggiatura: Robert A. Cinader, Eric Brown

### Trama
I Rangers Tim e Matt si ritrovano a prendersi cura di un giovane cervo. Quindi viene denunciato un ragazzo smarrito con i due giovani dipendenti del parco che guidano la squadra di ricerca e soccorso.
- Interpreti: Frank Aletter (Sam), Christopher Norris (Tammy), Gavan O'Herlihy (Roy), Karen Obediear (Jessica Andrews), Evelyn Russell (Sylvia), Carmen Zapata (Mrs. Andrews)
- Nota: Il 17 ottobre 1974 la serie non andò in onda per la concomitante gara decisiva della World Series 1974 di baseball.

## Holiday
- Prima trasmissione: 24 ottobre 1974
- Sceneggiatura: Robert A. Cinader

### Trama
Il senatore Gregory Parker è in corsa per la rielezione e, impostando la campagna elettorale su un'immagine all'aria aperta, insiste per portare i suoi due figli in un viaggio nella natura selvaggia. I Ranger e il suo staff lo sconsigliano vivamente di intraprendere il viaggio, ma lui fa per conto suo e avviene il disastro.
- Interpreti: Tom F. Carter (Greg), Linden Chiles (senatore Gregory Parker), Don Mantooth (Scott Parker), Harry Townes (Vince)

## The Trek
- Prima trasmissione: 31 ottobre 1974
- Regia: Christian I. Nyby II
- Sceneggiatura: Robert A. Cinader, William Froug

### Trama
Un incendio fuori controllo minaccia la vita del personale e dei visitatori del parco. I ranger devono guidare i campeggiatori in un'escursione di due giorni lontano dalle fiamme verso la salvezza.
- Interpreti: Scott Brady (Thomas Walsh), Gretchen Corbett (Theodora Burke), Michael Richardson (Eddie Crane), Jed Allan

## The Giant
- Prima trasmissione: 7 novembre 1974
- Regia: Bruce Bilson
- Sceneggiatura: Robert A. Cinader, Stephen Downing

### Trama
Mentre un gruppo di campeggiatori viene attaccato da un orso furioso, un incendio si accende tra le maestose sequoie. Il principale sospettato è un bambino che gioca con i fiammiferi.
- Interpreti: Joan Freeman (Wanda), Stephen Manley (Jimmy Parker), William Stevens (Jess)

## Time Off
- Prima trasmissione: 14 novembre 1974
- Regia: Bruce Bilson
- Sceneggiatura: Robert A. Cinader, Stephen Downing, Claire Whitaker

### Trama
Un ragazzino si perde in un terreno insidioso, lasciando Tim e Matt a condurre una corsa contro il tempo per trovarlo. Nel frattempo, l'orso Cruncher compie un viaggio a sorpresa in acqua sopra una zattera.
- Interpreti: Jack De Mave (Jerry), Kristine Greco (ragazza del camper), Stephen Manley

## The Urban Rangers
- Prima trasmissione: 21 novembre 1974
- Regia: Roger Duchowny
- Sceneggiatura: Robert A. Cinader, Stephen Downing

### Trama
- Interpreti: Randolph Mantooth (paramedico John Gage), Kevin Tighe (pompiere Roy DeSoto), Jack Lucarelli (rocciatore), Stephen Manley (Jimmy Parker)
- Nota: L'episodio è un crossover della serie televisiva Squadra emergenza, con Randolph Mantooth e Kevin Tighe che interpretano gli stessi personaggi.

## Episodio 01.11
- Prima trasmissione: 28 novembre 1974

## Episodio 01.12
- Prima trasmissione: 5 dicembre 1974

## Panic at Cathedral Creek
- Prima trasmissione: 12 dicembre 1974
- Sceneggiatura: Robert A. Cinader

### Trama
Un bambino cieco si perde nel bosco e due bagnanti vengono catturati dalle rapide e risucchiati pericolosamente vicino a una cascata.
- Interpreti: Dale Johnson (Dr. Martin), Anne Lockhart (Kate)

## The Rangers
- Prima trasmissione: 24 dicembre 1974
- Regia: Christian I. Nyby II
- Sceneggiatura: Robert Cinader, Michael Donovan, Preston Wood

### Trama
- Interpreti: Michael Conrad (Frank), Laraine Stephens (Edie), Larry Delaney (Bob), Roger Bowen (Sam), Warren White (Ski Patrolman), Dave Birkoff, Carl Roger Breedlove, Ann Morgan Guilbert